# Theodor Hergenhahn
Theodor Hergenhahn (* 12. Februar 1833 in Wiesbaden; † 12. November 1893 in Eisenach) war ein deutscher Rechtswissenschaftler.

## Leben
Hergenhahn war ein Sohn des Appellationsgerichtspräsidenten August Hergenhahn. Er besuchte das Gymnasium in Wiesbaden und studierte ab 1852 zunächst Theologie, dann Jura in  Heidelberg und Gießen. In Heidelberg war er Mitglied des Corps Rhenania, in Gießen des Corps Teutonia. Er wurde 1867 Kreisrichter in Limburg (Lahn), 1870 Obergerichtsrat in Hildesheim, 1879 Landgerichtsrat in Colberg, 1880 Landgerichtsrat in Limburg (Lahn), 1886 in Kassel, 1890 dort Oberlandesgerichtsrat. 1892 trat er in den Ruhestand und ließ sich in Eisenach nieder.
Hergenhahn verfasste zahlreiche juristische Schriften, vor allem aus dem Bereich des Handelsrechts.

## Werke
- Die Entwickelung des preußischen Staates mit besonderer Hervorhebung seines deutschen Berufs. Hildesheim 1873.
- Das Antragsrecht im deutschen Strafrecht. Berlin 1878.
- Königthum und Verfassung. Berlin 1881.
- Berufung und Thätigkeit der Generalversammlung der Aktiengesellschaften nach dem Reichsgesetz betreffend die Kommanditgesellschaften auf Aktien und die Aktiengesellschaften vom 18. Juli 1884. Berlin 1888.
- Das Eheschließungs- und Ehescheidungsrecht, dargestellt nach der Rechtsprechung des deutschen Reichsgerichts. Berlin 1888.
- Das Reichsgesetz, betreffend die Kommandit-Gesellschaften auf Aktien und die Aktien-Gesellschaften vom 18. Juli 1884. Berlin 1891.
- Das Reichsgesetz, betreffend die Gesellschaften mit beschränkter Haftung vom 20. April 1892. Berlin 1892.
- Der Vorstand der Aktiengesellschaft. Berlin 1893.
- Rechtsprechung der höheren und höchsten deutschen Gerichtshöfe über Prozessbevollmächtigte und Rechtsanwälte. 2 Bände, Hannover 1894.
- Die Offene Handelsgesellschaft. Leipzig 1894.